# 제1기동전단
제1기동전단(第一機動戰團, 독일어: Einsatzflottille 1; EinsFltl 1)은 독일 해군의 전단 중 하나다. 제2기동전단, 해군비행사령부와 함께 독일 해군의 3대 여단급 편제를 이룬다. 
2006년 6월 29일 대규모 해군 개편의 일환으로 고속정전단, 잠수정전단, 기뢰병력전단이 통폐합되어 편성되었다.
사령관에는 전단제독(Flottillenadmiral; 1성장군. 영미 해군의 준장급)이 보임한다.

## 역대 사령관
1. 전단제독 안드레아스 크라우제: 2006년 6월 29일-2008년 9월 30일
2. 전단제독 라이너 브링크만: 2008년 10월 1일-2010년 3월 31일
3. 전단제독 토마스 유겔: 2010년 4월 1일-2013년 4월 30일
4. 전단제독 얀 마르텐스: 2013년 5월 1일-2015년 4월 24일
5. 전단제독 얀 크리스티안 카크: 2015년 4월 24일-현재

## 산하 부대
- 제1초계함전대(1. Korvettengeschwader; 1. KorvGeschw): 주둔지 바르네뮌데
  - 브라운슈바이크급 초계함 5척
- 제3소해정전대(3. Minensuchgeschwader; 3. MSG): 주둔지 킬
  - 프랑켄탈급 소해정 8척
  - 엔슈도르프급 소해정 2척
- 지원전대(Unterstützungsgeschwader; UstgGschw): 주둔지 킬
  - 엘베급 보급함 5척
- 제1잠수정전대(1. Ubootgeschwader; 1. UG): 주둔지 에케른푀르데
  - 212형 잠수정 6척
  - 423급 함대지원정 3척
  - 엘베급 보급함 1척
  - 잠수정교육센터
- 해상대대(Seebataillon; SeeBtl): 주둔지 에케른푀르데
  - 프랑켄탈급 소해정 2척
  - 바르베급 상륙정 2척
- 해군특수병력사령부(Kommando Spezialkräfte Marine; KSM): 주둔지 에케른푀르데
- 에케른푀르데 해군기지사령부(Marinestützpunktkommando Eckernförde; MStpKdo Eckernförde)
- 킬 해군기지사령부(Marinestützpunktkommando Kiel; MStpKdo Kiel)
- 바르네뮌데 해군기지사령부(Marinestützpunktkommando Warnemünde; MStpKdo Warnemünde)